# Псалом 21
Псалом 21 (у масоретській нумерації — 22) — двадцять перший псалом у Книзі псалмів, загалом відомий за першим віршем «Боже мій, Боже мій, чому мене покинув?». Книга псалмів — третій розділ юдейського Святого Письма Танах та книга Старого Завіту християн. У грецькій версії Біблії Септуаґінта та в її латинському перекладі Вульгаті цей псалом також має порядковий номер 21. Латинською мовою він відомий інципітом «Deus, Deus meus». 
Псалом є регулярною частиною єврейської, католицької, англіканської, лютеранської та протестантської літургій. 

## Історія та контекст
У найбільш загальному значенні псалом 21 є розповіддю про людину, яка взиває до Бога, щоб врятувати себе від насмішок і мук ворогів, і (в останніх десяти віршах) дякує Богові за порятунок. 
Єврейські тлумачення псалому ототожнюють особу в псалмі з королівською фігурою, як правило, царем Давидом або царицею Естер.
Псалом також трактується як згадка про становище єврейського народу та його страждання та відчуження у вигнанні. Наприклад, фраза «А я — черв'як» (іврит: ואנכי תולעת) відноситься до Ізраїлю, подібно до Іс. 41:14: «Не бійся, Якове, мій черв'ячку, — слабосилий Ізраїлю! Я тобі допомагаю, — слово Господнє, Святого Ізраїлевого, твого викупителя».
Трактат Мегіла з Вавилонського Талмуду містить розширену колекцію мідрашів, яка розширюється на Книгу Естер. Коментуючи Ест. 5:1, цитують раві Левія, який говорить про те, що, коли Естер проходила через зал ідолів по дорозі до тронної зали, щоб просити царя, вона відчула, як Шехіна (божественна присутність) покидає її, в цей момент вона цитувала Пс. 21:2, кажучи: «Боже мій, Боже мій, чому мене покинув?».

## Текст
| Вірш | Гебрейська мова                                                      | Давньогрецька мова (Септуаґінта) | Латинська мова (Вульгата) | Українська мова (Переклад Хоменка) |
| ---- | -------------------------------------------------------------------- | --- | --- | --- |
| 1    | לַמְנַצֵּחַ, עַל-אַיֶּלֶת הַשַּׁחַר; מִזְמוֹר לְדָוִד                                      | Εἰς τὸ τέλος, ὑπὲρ τῆς ἀντιλήμψεως τῆς ἑωθινῆς· ψαλμὸς τῷ Δαυιδ.                                                                                        | In finem, pro susceptione matutina. Psalmus David. | Провідникові хору. На мелодію «Удосвітня лань». Псалом. Давида.                                                                           |
| 2    | אֵלִי אֵלִי, לָמָה עֲזַבְתָּנִי; רָחוֹק מִישׁוּעָתִי, דִּבְרֵי שַׁאֲגָתִי                        | ῾Ο θεὸς ὁ θεός μου, πρόσχες μοι· ἵνα τί ἐγκατέλιπές με; μακρὰν ἀπὸ τῆς σωτηρίας μου οἱ λόγοι τῶν παραπτωμάτων μου.                                      | [Deus, Deus meus, respice in me: quare me dereliquisti? longe a salute mea verba delictorum meorum.                                                           | Боже мій, Боже мій, чому мене покинув? Стоїш далеко від спасіння мого, від слів мого зойку.                                               |
| 3    | אֱלֹהַי - אֶקְרָא יוֹמָם, וְלֹא תַעֲנֶה; וְלַיְלָה, וְלֹא-דֻמִיָּה לִי                       | ὁ θεός μου, κεκράξομαι ἡμέρας, καὶ οὐκ εἰσακούσῃ, καὶ νυκτός, καὶ οὐκ εἰς ἄνοιαν ἐμοί.                                                                  | Deus meus, clamabo per diem, et non exaudies; et nocte, et non ad insipientiam mihi.                                                                          | Боже мій, кличу я вдень, — не відповідаєш, а й уночі я теж не вгаваю.                                                                     |
| 4    | וְאַתָּה קָדוֹשׁ-- יוֹשֵׁב, תְּהִלּוֹת יִשְׂרָאֵל                                        | σὺ δὲ ἐν ἁγίοις κατοικεῖς, ὁ ἔπαινος Ισραηλ. | Tu autem in sancto habitas, laus Israël. | Таж ти — святий, возсідаєш на хвалах Ізраїлевих!                                                                                          |
| 5    | בְּךָ, בָּטְחוּ אֲבֹתֵינוּ; בָּטְחוּ, וַתְּפַלְּטֵמוֹ                                       | ἐπὶ σοὶ ἤλπισαν οἱ πατέρες ἡμῶν, ἤλπισαν, καὶ ἐρρύσω αὐτούς·                                                                                            | In te speraverunt patres nostri; speraverunt, et liberasti eos.                                                                                               | На тебе покладались батьки наші: звірялись, і ти врятував їх.                                                                             |
| 6    | אֵלֶיךָ זָעֲקוּ וְנִמְלָטוּ; בְּךָ בָטְחוּ וְלֹא-בוֹשׁוּ                                   | πρὸς σὲ ἐκέκραξαν καὶ ἐσώθησαν, ἐπὶ σοὶ ἤλπισαν καὶ οὐ κατῃσχύνθησαν.                                                                                   | Ad te clamaverunt, et salvi facti sunt; in te speraverunt, et non sunt confusi.                                                                               | Взивали тебе й спасались, на тебе покладались і ганьби не зазнавали.                                                                      |
| 7    | וְאָנֹכִי תוֹלַעַת וְלֹא-אִישׁ; חֶרְפַּת אָדָם, וּבְזוּי עָם                              | ἐγὼ δέ εἰμι σκώληξ καὶ οὐκ ἄνθρωπος, ὄνειδος ἀνθρώπου καὶ ἐξουδένημα λαοῦ.                                                                              | Ego autem sum vermis, et non homo; opprobrium hominum, et abjectio plebis.                                                                                    | А я — черв'як, не людина; сміховище людей, презирство народу.                                                                             |
| 8    | כָּל-רֹאַי, יַלְעִגוּ לִי; יַפְטִירוּ בְשָׂפָה, יָנִיעוּ רֹאשׁ                             | πάντες οἱ θεωροῦντές με ἐξεμυκτήρισάν με, ἐλάλησαν ἐν χείλεσιν, ἐκίνησαν κεφαλήν                                                                        | Omnes videntes me deriserunt me; locuti sunt labiis, et moverunt caput.                                                                                       | Всі, хто на мене дивляться, глузують з мене, кривлять губи, кивають головою:                                                              |
| 9    | גֹּל אֶל-יְהוָה יְפַלְּטֵהוּ; יַצִּילֵהוּ, כִּי חָפֵץ בּוֹ                                 | ῎Ηλπισεν ἐπὶ κύριον, ῥυσάσθω αὐτόν· σωσάτω αὐτόν, ὅτι θέλει αὐτόν.                                                                                      | Speravit in Domino, eripiat eum: salvum faciat eum, quoniam vult eum.                                                                                         | «Поклавсь на Господа, нехай його рятує; нехай його спасає, коли він його любить!»                                                         |
| 10   | כִּי-אַתָּה גֹחִי מִבָּטֶן; מַבְטִיחִי, עַל-שְׁדֵי אִמִּי                                  | ὅτι σὺ εἶ ὁ ἐκσπάσας με ἐκ γαστρός, ἡ ἐλπίς μου ἀπὸ μαστῶν τῆς μητρός μου·                                                                              | Quoniam tu es qui extraxisti me de ventre, spes mea ab uberibus matris meæ.                                                                                   | Ти мене вивів з материнського лона, ти дав мені безпеку при грудях матері моєї.                                                           |
| 11   | עָלֶיךָ, הָשְׁלַכְתִּי מֵרָחֶם; מִבֶּטֶן אִמִּי, אֵלִי אָתָּה                                 | ἐπὶ σὲ ἐπερρίφην ἐκ μήτρας, ἐκ κοιλίας μητρός μου θεός μου εἶ σύ.                                                                                       | In te projectus sum ex utero; de ventre matris meæ Deus meus es tu:                                                                                           | На тебе я був зданий від утроби, від материнського лона ти єси Бог мій.                                                                   |
| 12   | אַל-תִּרְחַק מִמֶּנִּי, כִּי-צָרָה קְרוֹבָה: כִּי-אֵין עוֹזֵר                              | μὴ ἀποστῇς ἀπ᾽ ἐμοῦ, ὅτι θλῖψις ἐγγύς, ὅτι οὐκ ἔστιν ὁ βοηθῶν.                                                                                          | ne discesseris a me, quoniam tribulatio proxima est, quoniam non est qui adjuvet.                                                                             | Не віддаляйсь від мене, бо нещастя близько, бо допомогти нікому.                                                                          |
| 13   | סְבָבוּנִי, פָּרִים רַבִּים; אַבִּירֵי בָשָׁן כִּתְּרוּנִי                                  | περιεκύκλωσάν με μόσχοι πολλοί, ταῦροι πίονες περιέσχον με·                                                                                             | Circumdederunt me vituli multi; tauri pingues obsederunt me.                                                                                                  | Биків багато мене оточило, башанські сильні навколо мене стали.                                                                           |
| 14   | פָּצוּ עָלַי פִּיהֶם; אַרְיֵה, טֹרֵף וְשֹׁאֵג                                         | ἤνοιξαν ἐπ᾽ ἐμὲ τὸ στόμα αὐτῶν ὡς λέων ὁ ἁρπάζων καὶ ὠρυόμενος.                                                                                         | Aperuerunt super me os suum, sicut leo rapiens et rugiens. | Роззявили на мене свою пащу, неначе лев, що роздирає і рикає.                                                                             |
| 15   | כַּמַּיִם נִשְׁפַּכְתִּי-- וְהִתְפָּרְדוּ, כָּל-עַצְמוֹתָי: הָיָה לִבִּי, כַּדּוֹנָג; נָמֵס, בְּתוֹךְ מֵעָי      | ὡσεὶ ὕδωρ ἐξεχύθην, καὶ διεσκορπίσθη πάντα τὰ ὀστᾶ μου, ἐγενήθη ἡ καρδία μου ὡσεὶ κηρὸς τηκόμενος ἐν μέσῳ τῆς κοιλίας μου·                              | Sicut aqua effusus sum, et dispersa sunt omnia ossa mea: factum est cor meum tamquam cera liquescens in medio ventris mei.                                    | Я став, немов вода розлита, всі кості мої повиходили з суглобів. Неначе віск, зробилось моє серце, розтануло в мене в нутрі.              |
| 16   | יָבֵשׁ כַּחֶרֶשׂ, כֹּחִי, וּלְשׁוֹנִי, מֻדְבָּק מַלְקוֹחָי; וְלַעֲפַר-מָוֶת תִּשְׁפְּתֵנִי                 | ἐξηράνθη ὡς ὄστρακον ἡ ἰσχύς μου, καὶ ἡ γλῶσσά μου κεκόλληται τῷ λάρυγγί μου, καὶ εἰς χοῦν θανάτου κατήγαγές με.                                        | Aruit tamquam testa virtus mea, et lingua mea adhæsit faucibus meis: et in pulverem mortis deduxisti me.                                                      | Мов черепок, висохла моя сила, язик мій прилип до горлянки, кладеш мене в порох смерти.                                                   |
| 17   | כִּי סְבָבוּנִי, כְּלָבִים: עֲדַת מְרֵעִים, הִקִּיפוּנִי; כָּאֲרִי, יָדַי וְרַגְלָי                | ὅτι ἐκύκλωσάν με κύνες πολλοί, συναγωγὴ πονηρευομένων περιέσχον με, ὤρυξαν χεῖράς μου καὶ πόδας.                                                        | uoniam circumdederunt me canes multi; concilium malignantium obsedit me. Foderunt manus meas et pedes meos;                                                   | Бо пси мене обсіли, і лиходіїв зграя мене оточила. Пробили мені руки й ноги,                                                              |
| 18   | אֲסַפֵּר כָּל-עַצְמוֹתָי; הֵמָּה יַבִּיטוּ, יִרְאוּ-בִי                                   | ἐξηρίθμησα πάντα τὰ ὀστᾶ μου, αὐτοὶ δὲ κατενόησαν καὶ ἐπεῖδόν με.                                                                                       | dinumeraverunt omnia ossa mea. Ipsi vero consideraverunt et inspexerunt me.                                                                                   | всі мої кості я міг би полічити. Дивляться на мене і з радістю позирають.                                                                 |
| 19   | יְחַלְּקוּ בְגָדַי לָהֶם; וְעַל-לְבוּשִׁי, יַפִּילוּ גוֹרָל                                | διεμερίσαντο τὰ ἱμάτιά μου ἑαυτοῖς καὶ ἐπὶ τὸν ἱματισμόν μου ἔβαλον κλῆρον.                                                                             | Diviserunt sibi vestimenta mea, et super vestem meam miserunt sortem.                                                                                         | Одежу мою ділять між собою, і на хитон мій жеребок кидають.                                                                               |
| 20   | וְאַתָּה יְהוָה, אַל-תִּרְחָק; אֱיָלוּתִי, לְעֶזְרָתִי חוּשָׁה                              | σὺ δέ, κύριε, μὴ μακρύνῃς τὴν βοήθειάν μου, εἰς τὴν ἀντίλημψίν μου πρόσχες.                                                                             | Tu autem, Domine, ne elongaveris auxilium tuum a me; ad defensionem meam conspice.                                                                            | Та ти, о Господи, не віддаляйсь; о моя сило, притьмом прийди мені на допомогу.                                                            |
| 21   | הַצִּילָה מֵחֶרֶב נַפְשִׁי; מִיַּד-כֶּלֶב, יְחִידָתִי                                     | ῥῦσαι ἀπὸ ῥομφαίας τὴν ψυχήν μου καὶ ἐκ χειρὸς κυνὸς τὴν μονογενῆ μου·                                                                                  | Erue a framea, Deus, animam meam, et de manu canis unicam meam.                                                                                               | Вирятуй від меча мою душу — із собачих лап мою єдину.                                                                                     |
| 22   | הוֹשִׁיעֵנִי, מִפִּי אַרְיֵה; וּמִקַּרְנֵי רֵמִים עֲנִיתָנִי                                | σῶσόν με ἐκ στόματος λέοντος καὶ ἀπὸ κεράτων μονοκερώτων τὴν ταπείνωσίν μου.                                                                            | Salva me ex ore leonis, et a cornibus unicornium humilitatem meam.                                                                                            | Спаси мене із левиної пащі — від рогів буйволових мою убогу.                                                                              |
| 23   | אֲסַפְּרָה שִׁמְךָ לְאֶחָי; בְּתוֹךְ קָהָל אֲהַלְלֶךָּ                                       | διηγήσομαι τὸ ὄνομά σου τοῖς ἀδελφοῖς μου, ἐν μέσῳ ἐκκλησίας ὑμνήσω σε                                                                                  | Narrabo nomen tuum fratribus meis; in medio ecclesiæ laudabo te.                                                                                              | Я сповіщу моїм братам про твоє ім'я, хвалитиму тебе серед громади:                                                                        |
| 24   | יִרְאֵי יְהוָה, הַלְלוּהוּ-- כָּל-זֶרַע יַעֲקֹב כַּבְּדוּהוּ; וְגוּרוּ מִמֶּנּוּ, כָּל-זֶרַע יִשְׂרָאֵל     | Οἱ φοβούμενοι κύριον, αἰνέσατε αὐτόν, ἅπαν τὸ σπέρμα Ιακωβ, δοξάσατε αὐτόν, φοβηθήτωσαν αὐτὸν ἅπαν τὸ σπέρμα Ισραηλ,                                    | Qui timetis Dominum, laudate eum; universum semen Jacob, glorificate eum.                                                                                     | «О ви, що боїтеся Господа, його хваліте, нащадки Якова, його шануйте, і бійтеся його, потомки Ізраїля!                                    |
| 25   | כִּי לֹא-בָזָה וְלֹא שִׁקַּץ, עֱנוּת עָנִי-- וְלֹא-הִסְתִּיר פָּנָיו מִמֶּנּוּ; וּבְשַׁוְּעוֹ אֵלָיו שָׁמֵעַ   | ὅτι οὐκ ἐξουδένωσεν οὐδὲ προσώχθισεν τῇ δεήσει τοῦ πτωχοῦ οὐδὲ ἀπέστρεψεν τὸ πρόσωπον αὐτοῦ ἀπ᾽ ἐμοῦ καὶ ἐν τῷ κεκραγέναι με πρὸς αὐτὸν εἰσήκουσέν μου. | Timeat eum omne semen Israël, quoniam non sprevit, neque despexit deprecationem pauperis, nec avertit faciem suam a me: et cum clamarem ad eum, exaudivit me. | Бо він не гидував, не гордував бідою бідака, і не ховав обличчя свого від нього; і коли той взивав до нього, — слухав».                   |
| 26   | מֵאִתְּךָ, תְּהִלָּתִי: בְּקָהָל רָב - נְדָרַי אֲשַׁלֵּם, נֶגֶד יְרֵאָיו                          | παρὰ σοῦ ὁ ἔπαινός μου ἐν ἐκκλησίᾳ μεγάλῃ, τὰς εὐχάς μου ἀποδώσω ἐνώπιον τῶν φοβουμένων αὐτόν.                                                          | Apud te laus mea in ecclesia magna; vota mea reddam in conspectu timentium eum.                                                                               | Від тебе йде моя хвала в великім зборі, обітниці мої виконаю перед тими, що його бояться.                                                 |
| 27   | יֹאכְלוּ עֲנָוִים, וְיִשְׂבָּעוּ-- יְהַלְלוּ יְהוָה, דֹּרְשָׁיו; יְחִי לְבַבְכֶם לָעַד               | φάγονται πένητες καὶ ἐμπλησθήσονται, καὶ αἰνέσουσιν κύριον οἱ ἐκζητοῦντες αὐτόν· ζήσονται αἱ καρδίαι αὐτῶν εἰς αἰῶνα αἰῶνος.                            | Edent pauperes, et saturabuntur, et laudabunt Dominum qui requirunt eum: vivent corda eorum in sæculum sæculi.                                                | Нехай споживають покірні, нехай будуть ситі, хай хвалять Господа ті, що його шукають. Нехай серце ваше живе повіки!                       |
| 28   | יִזְכְּרוּ, וְיָשֻׁבוּ אֶל-יְהוָה-- כָּל-אַפְסֵי-אָרֶץ; וְיִשְׁתַּחֲווּ לְפָנֶיךָ, כָּל-מִשְׁפְּחוֹת גּוֹיִם    | μνησθήσονται καὶ ἐπιστραφήσονται πρὸς κύριον πάντα τὰ πέρατα τῆς γῆς καὶ προσκυνήσουσιν ἐνώπιόν σου πᾶσαι αἱ πατριαὶ τῶν ἐθνῶν,                         | Reminiscentur et convertentur ad Dominum universi fines terræ; et adorabunt in conspectu ejus universæ familiæ gentium:                                       | Усі кінці землі згадають і навернуться до Господа. І впадуть ниць перед тобою усі сім'ї народів;                                          |
| 29   | כִּי לַיהוָה, הַמְּלוּכָה; וּמֹשֵׁל, בַּגּוֹיִם                                        | ὅτι τοῦ κυρίου ἡ βασιλεία, καὶ αὐτὸς δεσπόζει τῶν ἐθνῶν.                                                                                                | quoniam Domini est regnum, et ipse dominabitur gentium. | Господнє бо є царство, він над народами панує.                                                                                            |
| 30   | אָכְלוּ וַיִּשְׁתַּחֲווּ, כָּל-דִּשְׁנֵי-אֶרֶץ-- לְפָנָיו יִכְרְעוּ, כָּל-יוֹרְדֵי עָפָר; וְנַפְשׁוֹ, לֹא חִיָּה | ἔφαγον καὶ προσεκύνησαν πάντες οἱ πίονες τῆς γῆς, ἐνώπιον αὐτοῦ προπεσοῦνται πάντες οἱ καταβαίνοντες εἰς τὴν γῆν. καὶ ἡ ψυχή μου αὐτῷ ζῇ,               | Manducaverunt et adoraverunt omnes pingues terræ; in conspectu ejus cadent omnes qui descendunt in terram.                                                    | Йому одному поклоняться всі тії, що в землі спочивають; перед ним упадуть ниць усі тії, що сходять у могилу. І душа моя для нього житиме; |
| 31   | זֶרַע יַעַבְדֶנּוּ; יְסֻפַּר לַאדֹנָי לַדּוֹר                                          | καὶ τὸ σπέρμα μου δουλεύσει αὐτῷ· ἀναγγελήσεται τῷ κυρίῳ γενεὰ ἡ ἐρχομένη,                                                                              | Et anima mea illi vivet; et semen meum serviet ipsi. | моє потомство буде йому служити, і розповість про Господа прийдешньому родові;                                                            |
| 32   | יָבֹאוּ, וְיַגִּידוּ צִדְקָתוֹ: לְעַם נוֹלָד, כִּי עָשָׂה                                 | καὶ ἀναγγελοῦσιν τὴν δικαιοσύνην αὐτοῦ λαῷ τῷ τεχθησομένῳ, ὅτι ἐποίησεν ὁ κύριος.                                                                       | Annuntiabitur Domino generatio ventura; et annuntiabunt cæli justitiam ejus populo qui nascetur, quem fecit Dominus.]                                         | прийдуть, оповістять про його добрість народові, що має народитись: «Таке вчинив Господь!».                                               |

## Використання

### Юдаїзм
Псалом 21 традиційно читається на Піст Естер.
Цей псалом читається різними групами під час служб у синагозі на Пурим. Сефарди та Мізрахі промовляюють псалом 21 на початку вечірньої служби у ніч на Пурим. Сефарди та Мізрахі, а також Ашкеназі, які слідують молитовному канону Гаона з Вільнюса, читають псалом 21 як пісню дня під час ранкової служби на свято Пурим.
Вірш 4 є частиною вступного «Ува леціон».
Вірш 12 читається під час Селіхоту.
Вірш 26 зустрічається у повторенні Аміди в ранковій службі Рош га-Шана.
Вірш 29 — це частина Пісні моря, яка читається під час свята Песукеї дезімра на ранковій молитві. Цей вірш також читається під час Мусафа на Рош га-Шана.

### Новий Завіт
У Новому Заповіті є багато алюзій на двадцять перший псалом, в основному під час розп'яття Ісуса. 
У Ватиканському кодексі 21 псалом процитований у Євангелії від Матвія (Мт. 27:46) та у Євангелії від Марка (Мр. 15:34), проте він транслітерований інакше, ніж сучасний грецький текст.  
Вірш 2 «Боже мій, Боже мій, чому мене покинув?» процитований у Євангелії від Марка (Мр. 15:34) та у Євангелії від Матвія (Мт. 27:46).
Вірш 7 «Всі, хто на мене дивляться, глузують з мене, кривлять губи, кивають головою» процитовано в Євангелії від Марка (Мр. 15:29) та в Євангелії від Матвія (Мт. 27:39).   
Вірш 9 «Поклавсь на Господа, нехай його ратує; нехай його спасає, коли він його любить!» процитовано в Євангелії від Матвія (Мт. 27:43).   
Вірш 19 «Одежу мою ділять між собою, і на хитон мій жеребок кидають» процитовано в Євангелії від Марка (Мр. 15:24); Євангелії від Матвія (Мт. 27:35); Євангелії від Луки (Лк. 23:34) і в Євангелії від Івана (Лк. 19:24).   
Вірші 23 «Я сповіщу моїм братам про твоє ім'я, хвалитиму тебе серед громади» процитовано в Посланні до Євреїв (Євр. 2:12).   

### Християнство
Християни стверджують, що «Пробили мені руки і ноги» (Пс. 21:17), і «всі кості я міг би полічити» (Пс. 22:18) — пророцтва, що вказують на спосіб розп'яття Ісуса: що його буде прибито до хреста (Ів. 20:25), і згідно з левітською вимогою жертви, щоб жодна його кістка не була зламана (Чис. 9:11–13). (Християни вважають Ісуса жертвою спасіння). 

### Католицька церква
За римським обрядом, до запровадження меси Павла VI, цей псалом співали під час очищення вівтаря у Великий четвер, щоб позначити зняття одягу Христа перед розп'яттям. Псалому передував антифон «Diviserunt sibi vestimenta mea: et super vestem meam miserunt sortem» (Вони розділили між собою мій одяг і кинули партії за мій одяг). Спів цього псалому був скасований у новій редакції Меси 1970 року. Він досі входить до багатьох частин Англіканського співтовариства. 
Починаючи з Середньовіччя, цей псалом традиційно виконували під час недільного нічного чування, згідно з Статуту Бенедикта встановлено в 530 році.
На Літургії годин псалом читають по п'ятницях на першій годині. Пізніше він був переведений на години в середині дня в п'ятницю третього тижня.

## Історико-критичний аналіз
У екзегетиці вважається, що 21 псалом не має єдиного походження. Мається на увазі, що він спочатку складався із змісту віршів 1–22/23, а вірші 23/24–32 були доповнені пізніше. Подальший аналіз також визнає, що вірші 4–6 є частиною наступного доповнення та вказує на третій рівень редакційного розвитку у віршах 28–32. Точне розмежування двох основних частин псалому також суперечливе, оскільки вірш 23 іноді зараховується як частина первісного псалому, але іноді як частина пізнішого доповнення. 
Вважається, що оригінальний псалом (вірші 2–22/23) походить з періоду до вавилонського полону, тобто до вавилонського руйнування Єрусалиму в 587 році до н.е. Друга частина, завдяки значному порятунку Ізраїлю, ймовірно, була додана лише в період після полону. Припускається, що найновіша частина псалому (вірші 28–32), зважаючи на її загальну перспективу, походить із елліністичного періоду, ймовірно, з кінця IV століття.